# Euchilia protensa
Euchilia protensa är en skalbaggsart som beskrevs av Leon Fairmaire 1904. Euchilia protensa ingår i släktet Euchilia och familjen Cetoniidae. Inga underarter finns listade i Catalogue of Life.